# Impression, Sonnenaufgang
Impression, Sonnenaufgang (französisch Impression, Soleil levant) ist ein Seestück des französischen Malers Claude Monet aus dem Jahr 1872, das der Stilrichtung Impressionismus ihren Namen gab.

## Beschreibung
Das Bild zeigt den Hafen von Le Havre am Morgen. Im Hintergrund liegen Schiffe vor Anker, die im Nebel verschwinden. Im Vordergrund des Bildes sind drei kleinere Fischerboote unklar zu erkennen. Auf dem Wasser bricht sich das Licht der aufgehenden Sonne.
Monet malte den Großteil des Bildes mit Violett und Blau, die Reflexion der Sonne auf dem Wasser malte er mit Orange. Als strukturierendes Element dienen Industrieanlagen und Schiffe im Hintergrund, deren Masten und Schattenumrisse lineare Strukturen schaffen. Das Bild ist so ebenmäßig gemalt, dass der Anschein der räumlichen Distanz ausschließlich durch die schräg angeordneten Boote deutlich wird.
Monet verzichtet auf Komposition und räumliche Wirkung. Ziel der Darstellung ist die unverfälschte Wiedergabe des momentanen objektiven Seh-Eindruckes. Der atmosphärische Eindruck steht im Vordergrund und weist die Form von Gegenständen zurück. Zur Verwirklichung seiner Vorstellungen wandte Monet eine Malweise mit kleinen, kurzen Pinselstrichen an, welche das ständige Wechselspiel des Lichts und das Flimmern der Luft anschaulich macht.
Die Farbe ist stellenweise so dünn (lasierend) aufgetragen, dass die Leinwand durchscheint. Lediglich die Spiegelungen der Sonne heben sich ab.

## Geschichte
Ausstellung
Vom 15. April bis 15. Mai 1874 stellten dreißig Künstler, darunter Monet, Camille Pissarro, Alfred Sisley, Auguste Renoir, Paul Cézanne, Edgar Degas, Ihre Werke in der selbst organisierten Ersten Gruppenausstellung der Impressionisten aus, da sie im Pariser Salon meist zurückgewiesen wurden. Die meisten Besucher waren angesichts der Experimente entsetzt und empörten sich über derartige „Schmierereien“. Das größte Aufsehen erregte Monets Bild, von dem die meisten Betrachter behaupteten, sie könnten gar nicht erkennen, was überhaupt dargestellt sei.
Die Kritik an der mangelnden Ausführung der ausgestellten Bilder, die nichts weiter als Skizzen seien, bewirkte, dass die Besucher ausblieben und die Kosten nicht gedeckt werden konnten. Dennoch bürgerte sich der Begriff „Impressionisten“ rasch ein und wurde von den an einer weiteren Ausstellung teilnehmenden Künstlern bewusst gewählt, als sie ihr den Titel „Exposition des Impressionistes“ gaben.
Name
Monet schuf dieses Bild während eines Aufenthaltes in Le Havre von einem hoch liegenden Hotelfenster aus. Mit seiner Skizzenartigkeit stellte es etwas vollkommen Neues dar und wurde dafür heftig kritisiert und verpönt. Wegen des hohen Abstraktionsgrades habe er das Gemälde nicht Hafen von Le Havre nennen wollen und sagte:

„Ich sollte einen Titel für den Katalog angeben; da ich das Bild schlecht ‚Ansicht von Le Havre‘ nennen konnte, sagte ich: ‚Nennen Sie es Impression.‘“

Am liebsten hätte Monet alle seine Bilder so betitelt.
Raub
Am 27. Oktober 1985 drangen bewaffnete Räuber während der Öffnungszeiten in das Musée Marmottan Monet ein und rissen das Bild Impression, Sonnenaufgang sowie acht weitere Werke Monets von den Wänden. Die Bilder wurden erst fünf Jahre später wiedergefunden.

## Rezeption
Aufgrund der Skizzenhaftigkeit geriet das Werk stark in die Kritik. Beispielsweise schrieb der Kunstkritiker Louis Leroy 1874 nach der ersten Gruppenausstellung:

„Eine Tapete im Urzustand ist ausgearbeiteter als dieses Seestück.“

Er meinte damit, dass das einfachste Tapetenmuster künstlerisch anspruchsvoller sei als dieses Bild und bezeichnete außerdem in Anlehnung an dieses Bild die erste Gruppenausstellung der „Sociéte Anonyme Coopérative d' Artistes-Peintres, -Sculpteurs, -Graveurs, etc.“ als „Ausstellung der Impressionisten“, womit er der ganzen Stilrichtung ihren Namen gab.
Die britische Autorin Sr. Wendy Beckett schreibt dazu:

„Offiziell wurde der Impressionismus 1874 ‚geboren‘, als man mit diesem Begriff eine verhältnismäßig heterogene Künstlergruppe prägte, die in diesem Jahr im Salon des Refusés ausstellte. Viele der Arbeiten wirkten in ihrer Spontaneität recht grob und unvollendet, was die Kritiker erboste. Obwohl diese Künstler ausgeprägte Individualisten mit unterschiedlichen Ideen und Zielen waren, vereinte sie doch der Wunsch, ein natürliches Erscheinungsbild zu erreichen, und ihre Arbeiten zeigten eine verblüffend moderne Frische und Leuchtkraft.“